# Luigerahu
Luigerahu – wyspa w zachodniej Estonii na wschód od wyspy Ahelaid. Leży na Morzu Bałtyckim i ma powierzchnię 0,02 km².